# 公用雲
公用雲（Public cloud）是第三方提供一般公眾或大型產業集體使用的雲端基礎設施，擁有它的組織出售雲端運算服務，系統服務提供者藉由租借方式提供客戶有能力部署及使用雲端服務。

## 外部連結
- http://www.zdnet.com.cn/wiki-Public_Cloud 雲百科-公有雲[永久]
- 公有雲定義、類型介紹 （页面存档备份，存于）